# Jean-Marie Repaire
Jean-Marie Repaire (17 de outubro de 1947) é um atirador monegasco. Participou dos Jogos Olímpicos de Verão de 1984, mas não ganhou medalhas.